# The Blonde Dahlia
The Blonde Dahlia ist ein US-amerikanischer Pornofilm von Wicked Pictures aus dem Jahr 2017 mit Asa Akira in der Hauptrolle. 

## Handlung
Amber Brooks ist eine unbeholfene Polizistin, die mit ihrem Partner Hammond eine Reihe von identischen Morden untersucht. Wie sich herausstellt, ist ein Serienmörder auf freiem Fuß. Er hat einen bestimmten Typ Blondinen Ende zwanzig im Visier und eine bestimmte Mordtechnik: Er erwürgt jedes seiner Opfer mit der gleichen Marke billiger Paisley-Druck-Krawatten. Die Morde verblüffen den Polizeichef sowie Brooks und Hammond. Als sie erfahren, dass der Mörder Amber Brooks als sein nächstes Opfer identifiziert hat, lässt der Chef Brooks undercover als Stripperin arbeiten an einem der häufigen Treffpunkte des Mörders, einem Gentlemen’s Club namens „The Filling Hole“. So hoffen sie, den Mörder zu Fall zu bringen, bevor er ein anderes Opfer fordert.

## Auszeichnungen
- 2018: XBIZ Award - Best Actress - Couples-Themed Release (Asa Akira)